# Кештерой
Кештерой (чечен. Каьшта — «Воротах на») — заброшенный аул в Итум-Калинском районе Чеченской Республики. 
Аул тайпа Зумсой. В нём имелись боевые и жилые башни, так же в центре развалин имеется Кештара междиг (мечеть).

## Население
| Год  | Численность |
| ---- | ----------- |
| 1899 | 120         |

## География
Расположен на берегу реки Дзумсэхк, у южного склона хребта Басхой, к северо-востоку от районного центра Итум-Кали.
Ближайшие населённые пункты и развалины бывших аулов: на северо-западе — бывшие аулы Данкалой, Тумарка и село Бугарой, на северо-востоке — бывший аул Элка, на юго-востоке —  бывшие аулы Исмаилкалой и Мужиар, на юго-западе — аул Хилдехарой.

## История и археология
В 2018 году в этом и в некоторых других аулах Чечни (Коштарой (Мулкой), Цой-Пхеде (Малхиста), Элд-Пха (Терлой)) были обнаружены надписи, являющиеся эпиграфическими памятниками.